# Gino Zorzi
Gino Zorzi (fl. XX secolo) è stato un calciatore italiano, di ruolo attaccante.

## Carriera
Ha giocato 16 partite in massima serie con la maglia del Vicenza, segnando anche 6 reti.
Morì durante la prima guerra mondiale.